# Altdorf (Geithain)
Altdorf ist ein Stadtteil der Stadt Geithain im Landkreis Leipzig (Freistaat Sachsen). Er wurde am 1. April 1934 eingemeindet.

## Geografie

### Geografische Lage und Verkehr
Altdorf liegt westlich von Geithain an der Eula. Die Bebauung geht im Osten nahtlos in Geithain über. Durch Altdorf verläuft die Bundesstraße 107.

### Nachbarorte
| Niedergräfenhain |                                             |          |
|                  | Kompassrose, die auf Nachbargemeinden zeigt | Geithain |
| Syhra            | Kolka                                       |          |

## Geschichte
Altdorf wurde im Jahr 1209 als „in veteri villa“ erwähnt. Die Grundherrschaft über den Ort übte im Jahr 1548 anteilig die Pfarre und der Rat zu Geithain aus. Von 1590 bis 1856 gehörte Altdorf als Amtsdorf zum kursächsischen bzw. königlich-sächsischen Amt Rochlitz. Bei den im 19. Jahrhundert im Königreich Sachsen durchgeführten Verwaltungsreformen wurden die Ämter aufgelöst. Dadurch kam Altdorf im Jahr 1856 unter die Verwaltung des Gerichtsamts Geithain und 1875 an die neu gegründete Amtshauptmannschaft Borna.
Die Gemeinde Altdorf wurde am 1. April 1934 nach Geithain eingemeindet. Durch die zweite Kreisreform in der DDR im Jahr 1952 wurde Altdorf als Ortsteil der Stadt Geithain dem Kreis Geithain im Bezirk Leipzig angegliedert. Dieser wurde ab 1990 als sächsischer Landkreis Geithain fortgeführt, der 1994 im neu gebildeten Landkreis Leipziger Land und 2008 im Landkreis Leipzig aufging.